# يوميات مصاص دماء
يوميات مصاص دماء (بالإنجليزية: The Vampire Diaries)‏ هو مسلسل تلفزيوني من نوع دراما خوارق الذي تحول بواسطة كيفين ويليامسون وجوليا بليك، استناداً على سلسلة كتب بنفس الاسم كتبت بقلم ليزا جين سميث. المسلسل عرض على شبكة سي دبليو التلفزيونية بتاريخ 10 سبتمبر 2009. المسلسل تم تصويره في ميستك فولز، فيرجينيا، مدينة خيالية مسكونة من قبل كائنات خارقة. التركيز الأساسي بالمسلسل على مثلث الغرامي بين إيلينا غيلبرت والأخوين مصاصي الدماء ستيفين سيلفاتور وديمون سيلفاتور.

## المواسم

### الموسم الأول
يتكون من 22 حلقة تم العرض الأول في 10 سبتمبر عام 2009 وانتهى في 13 مايو عام 2010. الموسم الأول يدخل لكون إيلينا جيلبرت، 17 سنة طالبة في المدرسة الثانوية التي تعيش في ميستيك فالز، فرجينيا، وشقيقها جيرمي، 15 عاما. منذ وفاة والديهم في حادث سيارة، وأنها تعيش مع عمتها والوصي القانوني، جينا سومرز. خلال العام الدراسي، تلتقي ايلينا بستيفان وديمون سلفاتور والذين هم في الواقع مصاصي الدماء. لدى ستيفان عادة التغذي على دم الحيوانات، والشعور بالرحمة للبشر، دايمون هو في حد ذاته مصاص دماء قاسي ومتعطش للدماء الذي يحب مطاردة ضحاياه قبل استنزاف دمائهم. ايلينا اكتشفت أخيرا سرهم وتبدأ مع ستيفان. كما هو الحال في الحلقات، وأصبحت ايلينا أصدقاء مع دايمون وتحاول إحياء إنسانيته. كما أنها تكتشف أن لديها قرينه مصاصة دماء كاثرين بيرس، حبيبة الاخوة سالفاتور في الثمانينات.

### الموسم الثاني
يتكون من 22 حلقة تم العرض الأول في 9 سبتمبر عام 2010 وانتهى في 12 مايو عام 2011.

### الموسم الثالث
يتكون من 22 حلقة تم العرض الأول في 15 سبتمبر عام 2011 وانتهى في 10 مايو عام 2012.

### الموسم الرابع
يتكون من 23 حلقة تم العرض الأول في 11 أكتوبر عام 2012 وانتهى في 13 مايو 2013.

### الموسم الخامس
يتكون من 22 حلقة تم العرض الأول في 3 أكتوبر عام 2013 وانتهى في 15 مايو 2014.

### الموسم السادس
يتكون من 22 حلقة تم العرض الأول في 2 أكتوبر عام 2014 وانتهى في 14 مايو 2015.

### الموسم السابع
يتكون من 22 حلقة تم العرض الأول في 8 أكتوبر عام 2015 وانتهى في 13 مايو 2016.

### الموسم الثامن
آخر جزء للمسلسل ويتكون من 16 حلقة تم العرض الأول في 21 أكتوبر عام 2016 وانتهى في 10 مارس 2017 كما تم عمل حلقة خاصة مع المسلسل.

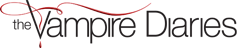
شعار المسلسل

## القصة
تبدأ القصة عند «إلينا جيلبرت -17» تعود لمدرسة الثانوية مع أخيها وأصدقائها بعدما تعرضت إلى حادث سير فظيع وفقدت والديها، وهناك تتعرف على شاب وسيم يدعى «ستيفان سالفاتور» وتقع في حبه لتدرك أنه مصاص دماء يتغذى على دماء الحيوانات عمره يتجاوز القرن بعكس أخيه الأكبر «دايمون سالفاتور» وهو ذو شخصية شريرة وقوي أكثر من «ستيفان» لأنه يتغذى على دماء بشرية، فيروي لها «ستيفان» قصة تحوله إلى مصاص دماء التي تعود إلى عام 1864 عندما تعارف على فتاة تدعى «كاثرين بيرس» التي وقعا «ستيفان» و «دايمون» بحبها وهي التي حولتهما لمصاصي دماء وتلاعبت بعقولهم عن طريق قواها المتعلقة بمصاصين الدماء حيث استحكمتهما عقليا واقنعتهما بأنهما لن يخبرا أحد عن حقيقتها وفي معركة جدول الصفصاف عام 1864 حيث جمع جنود الحلف المدنيين في الكنيسة وحرقوهم، وكانت كاثرين معهم وعندما حاولا «ستيفان» و «دايمون» إنقاذها تم إطلاق الرصاص عليهما ليموتا ويعودا للحياة كمصاصين دماء، علما بأن «الينا جيلبرت» شديدة الشبه بـ«كاثرين» بسبب أنها متبناة حيث أن والديها ماتا في ذاك الحادث كان والداها في التبني ووالداها الحقيقيان من ذرية «كاثرين»، فيما بعد يحاول «دايمون» جاهدا لافساد علاقة «ستيفان» و «الينا» ويحاول إعادة «كاثرين» من جديد لأنه أحبها، ولكنه يكتشف أن حبه لـ«كاثرين» لم يكن حقيقيا وفيما بعد يجد نفسه واقعا في حب «الينا» بينما تحب هي «ستيفان».

## الشخصيات
- ايلينا غلبرت: بطلة المسلسل تقع في حب مصاص الدماء ستيفان ومن ثم في حب أخيه الأكبر دايمون تكون نسخة طبق الأصل من كاثرين بيرس المعروفة بكاترينا بيتروفا.
- ستيفان سلفاتور: مصاص دماء طيب القلب وحنون هو أيضا قرين لسايلس أول خالد في الطبيعة وقرين لتوم أيضا.
- دايمون سلفاتور: أحب كاثرين بيرس من قبل. هو وأخيه ستيفان يحبان فتاة واحدة وهي ايلينا غلبرت في بداية الامر دايمون أناني لا يهتم إلا بنفسه وأوقع ايلينا في حبه مما جعلها تترك أخاه ستيفان بعد أن تحولت إلى مصاصه دماء على يد دايمون.

## طاقم الممثلين
| الممثل         | الدور                       |
| -------------- | --------------------------- |
| نينا دوبراف    | كاثرين، ايلينا غلبرت، امارا |
| ستيفن آر مكوين | جيرمي غلبرت                 |
| إيان سومرهالدر | دايمن سلفاتور               |
| بول ويزلي      | ستفان سلفاتور، سايلس، توم   |
| كاترينا غراهام | بوني بيينت                  |
| كانديس اتشولا  | كارولاين                    |
| جوزيف مورغان   | كلاوس مايكلسون              |
| كلير هولت      | ريبيكا مايكلسون             |
| ماثيو ديفيس    | ألاريك سالتزمان             |
| زاك ريورج      | مات دونافان                 |
| سارة كانينغ    | جينا سوميرز                 |

## روابط خارجية
- يوميات مصاص دماء على موقع IMDb (الإنجليزية)
- يوميات مصاص دماء على موقع ميتاكريتيك (الإنجليزية)
- يوميات مصاص دماء على موقع روتن توميتوز (الإنجليزية)
- يوميات مصاص دماء على موقع نتفليكس (الإنجليزية)
- يوميات مصاص دماء على موقع أول موفي (الإنجليزية)
- يوميات مصاص دماء على موقع فيلمافينيتي (الإسبانية)
- يوميات مصاص دماء على موقع كينوبويسك (الروسية)
- يوميات مصاص دماء على موقع ألو سيني (الفرنسية)
- يوميات مصاص دماء على موقع قاعدة بيانات الفيلم (الإنجليزية)